# Unidade Móvel de Propósitos Especiais
OMON (em russo: ОМОН, Отряд мобильный особого назначения; Otryad Mobil'ny Osóbogo Naznachéniya, Unidade Móvel de Propósitos Especiais) é o nome genérico para o sistema de Unidades Especiais da Guarda Nacional da Rússia, e anteriormente do Ministério de Interior (MVD) da União Soviética. A OMON continuou existindo na Bielorrússia após o colapso da União Soviética. A OMON é uma polícia de choque, especializados em maior medida em tarefas das unidades anti-motins.
Há uma unidade do OMON em todos os óblast (regiões administrativas) da Rússia, bem como nas grandes cidades (por exemplo, há uma unidade de OMON na polícia da cidade de Moscovo, e uma diferente na polícia do Óblast de Moscovo). O lema é "Não conhecemos a piedade e não pedimos nenhuma". A OMON ainda existe junto com a outra unidade especial irmã conhecido como SOBR.

## História

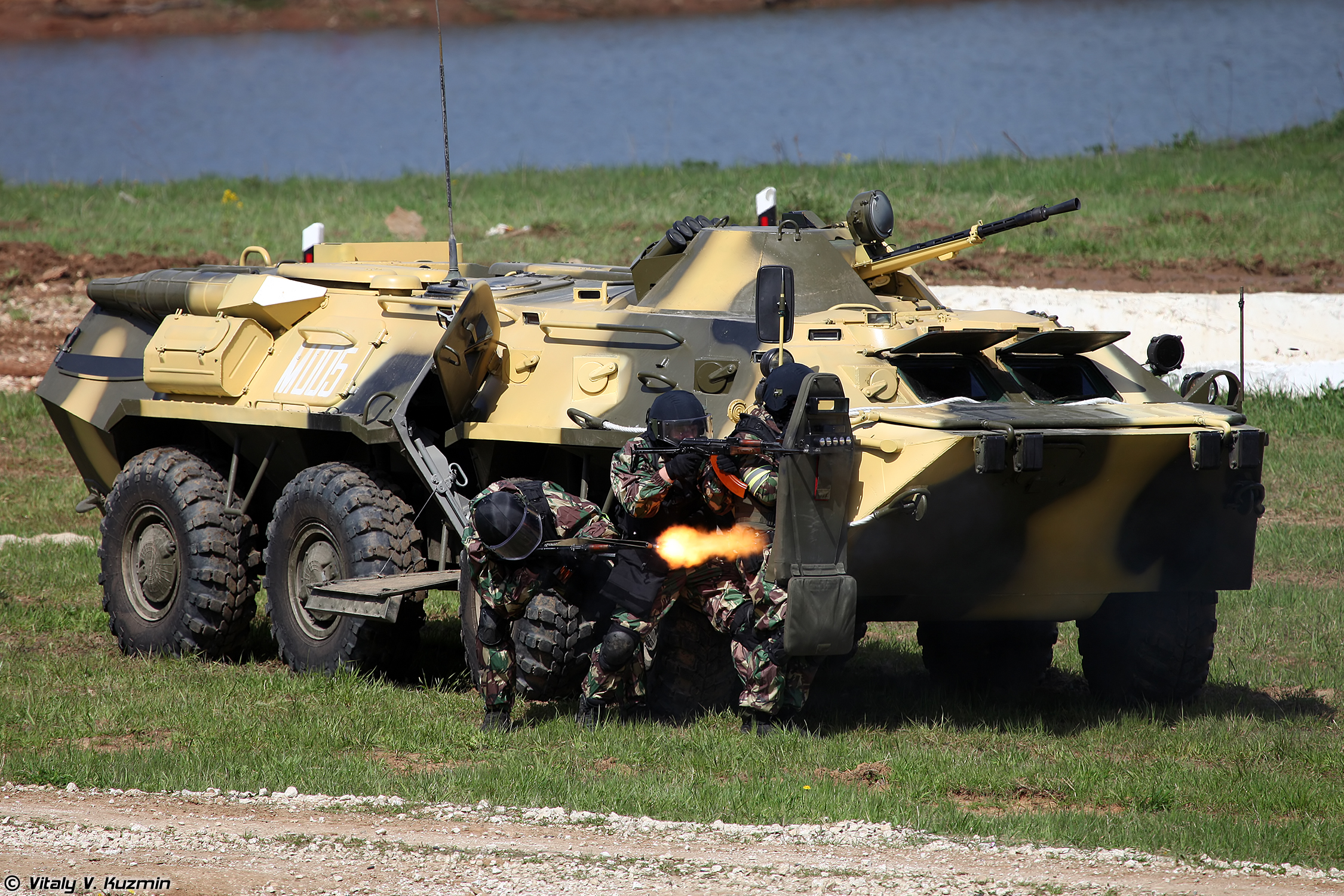
OMON de Moscou.

A origem da OMON remonta-se ao ano 1979, quando se organiza o primeiro grupo na preparação dos Jogos Olímpicos de Moscovo de 1980, para se assegurar que não tivesse ataques terroristas como o ocorrido nos Jogos Olímpicos de Munique de 1972, na Alemanha. Em consequência, a Unidade foi utilizada em emergências tais como detenções de alto risco, crise com reféns, bem como em resposta a atos terroristas.
O sistema OMON é o sucessor deste grupo, e foi fundado em 1987, com as as grandes intervenções do SOBR (Unidade Especial de Reação Rápida) contra perigosos criminosos, e do Vítyaz contra o terrorismo, pertencentes ao MVD. As unidades OMON, em princípio, foram utilizadas como anti-distúrbios, em prevenção de manifestações e vandalismo, bem como para situações de emergência. Mais adiante se amplia o campo de operações policiais, incluindo a patrulha de ruas, bem como operações de tipo militar ou paramilitar.
A partir de 2016, as unidades da OMON foram integradas para a recém-criada Guarda Nacional da Rússia.